# Tzompantepec
Tzompantepec è una città dello stato di Tlaxcala, nel Messico centrale, capoluogo della omonima municipalità.
La municipalità conta 14.611 abitanti (2010) e ha un'estensione di 38,39 km².
In lingua nahuatl il nome della località significa luogo dove sono conservati i teschi.